# Mode i Sverige under 1990-talet
Mode i Sverige under 1990-talet präglades av globala trender i och med att världen blev mer digitaliserad och teknologin gick framåt. I början av 1990-talet var världen i stor förändring då kommunismens dagar var över och Gorbatjov tog över taktpinnen i Ryssland och samtidigt återhämtade sig Tyskland från att ha varit uppdelat i nästan fyrtio år. I samband med detta beslutade EU att genomföra en gemensam och öppen marknad som påverkade produktstandard och fri rörlighet bland varor, tjänster, kapital och människor. Detta är en av anledningarna till hur Sveriges mode kom att förändras under 1990-talet.

## Bakgrund
1980-talets glamourösa dagar med puffiga kläder var över och det minimalistiska och stilrena stod på tur. Modet under 1990-talet kan beskrivas med ett ord och det är individualism. Ett exempel som tydligt visar övergången mellan de två decennierna var Anna Holtblad som lanserade sin första kollektion som var mycket sparsam och enkel. Den bestod av tre olika stickade plagg i färgerna svart och benvit. Efter Anna Holtblads lansering började flera designer att lansera sina kollektioner med egna minimalistiska tolkningar som definierade 1990-talets mode, exempelvis Filippa K. Under 1990-talet var det helt upp till individen att klä sig, trots att det var fest räckte det med en avslappnad klädsel. Dessutom blev det vanligare att låna in kläder från andra decennier såsom 1960- och 1970-talet. Tröjorna blev även så korta att delar av magen syntes och man började även att klä sig med flera lager. Att följa strömmen var inte längre attraktivt utan under 1990-talet var det vi själva som bestämde detta. Under 1990-talet växte även intresset för supermodeller och de beskrivs ha erövrat modevärlden. Exempel på dessa supermodeller var Claudia Schiffer, Cindy Crawford och Heidi Klum. Detta syntes tydligt på Vogues första omslag under 1990-talet då exempelvis Naomi Campbell, Linda Evangelista och Cindy Crawford var frontfigurerna. Av omvärlden hyllades dessa supermodeller med stjärnstatus tack vare deras framgång och utseende. Supermodellerna utstrålade det många i världen eftertraktade och det var rikedom, framgång, uppmärksamhet och att vara vacker.

## Svenskt mode blir internationellt
När 1990-talet var på väg presenterades svenskt mode på den internationella scenen i modevärlden. Det var i Paris där de gamla modehusen skulle visa hur mode och kläderna skulle se ut framöver. Under den tiden fick den svensk-italienska modedesignern Marcel Marongiu inbjudan att få delta i visningsprogrammet för Paris modevecka 1989. Från början var inte tanken hos Marcel Marongiu att bli modedesigner, utan han var intresserad av att bli konstnär men hade som hobby att sy kläder hemma. Endast fyra år efter sin representation i Paris rankades Marcel Marongiu på plats nummer 17 på den franska modebranschens lista över hur populära de olika designerna är. Samma år 1993 tog Marcel Marongiu även emot Guldknappen hemma i Sverige. Just då florerade tankarna över de smutsiga och trasiga jeansen vilket kom att bli musik- och klädstilen grunge. Detta var i princip tvärtemot vad Marcel Marongiu tyckte eftersom han förespråkade det mer stilrena och klassiska svenska modet. Marcel Marongiu beskrev det själv med dessa ord: "Det får inte vara för mycket, inte se löjligt ut. Det är väl den här jantelagen. Jag har alltid utforskat materialet, skärningar, fallet – försökt ta det så långt det går, och det är väl något skandinaviskt över det förhållningssättet. Att ta sig an designen, men det får inte bli utsmyckning. Det ska vara lagom. Något som ju också går igen i skandinavisk arkitektur och inredning. Det ska vara rent. Det sitter i ryggmärgen."

## Filippa K-tjejen
En utstyrsel som markerade 1990-talet var Filippa k:s minimalistiska garderob som var baserad på stretchjeans och enfärgade T-tröjor. Kläderna är liknande som Kooperativa Förbundet var på 1970-talet. Det vill säga enkla, funktionella och kombinerbara. Men till skillnad från KF-plaggen blev Filippa K:s kläder en succé. Filippa Knutsson, mer känd som Filippa K, var tjejen lade grunden för klädmärket Filippa K som går i de skandinaviska riktlinjerna. År 1993 startade Filippa Knutsson, Patrik Kihlborg och Karin Hellners-Segerblom klädmärket Filippa K. Tanken med det klädmärket var att producera basplagg med hög kvalité, bra passform samt tidlös design. Detta var något samtliga grundare av märket ansågs saknades inom det svenska klädmodet. Filippa Knutsson beskriver hur modevärlden såg ut enligt henne " Jag gillar inte onödiga detaljer som man tröttnar på. Kläder ska andas tidlöshet även om de följer en trend". De stilrena och enfärgade kläderna med enkla motiv blev även det populäraste under 1990-talet i Sverige.

## Hennes & Mauritz

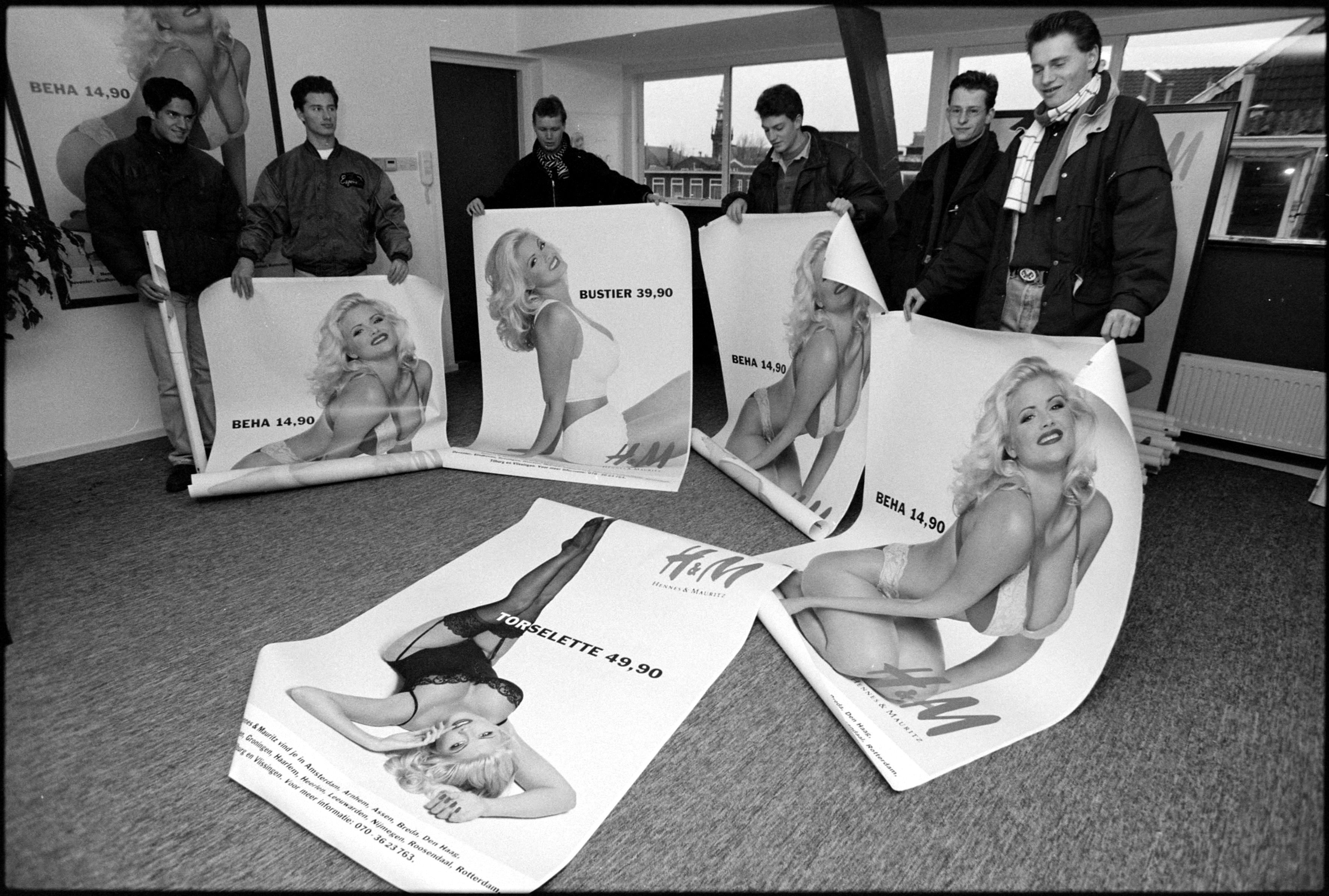
Utdelning av H&M-affischer i Nederländerna i december 1993.

H&M uppmärksammades mycket under 1990-talet i bland annat Sverige, och förutom för hur deras kläder satt eller såg ut fastnade många för deras underklädeskampanj. Företaget hade flera år tidigare bedrivit sin julkampanj, i Sverige och i en del andra länder, där en kvinnlig modell visade upp de senaste och hetaste plaggen. Reklamerna var oftast lättklädda och kunde uppfattas som provocerande.
Ett år som uppmärksammades extra mycket var 1993 då Anna Nicole Smith poserade som modell. Dessa fick många att stanna upp och det beskrivs som att reklamen till och med orsakade trafikolyckor. De lättklädda reklamkampanjerna fick en del kritik angående kroppsideal och exploatering av kvinnor. Expressen skrev om uppmärksamheten av företaget i en artikel från 2007: "1993 skapade Anna Nicole Smith trafikkaos i Sverige. Klädkedjan H&M:s underklädeskampanj delade Sverige mellan de som tyckte det var osmakligt och de som fascinerades av bilderna". Reklamkampanjen anmäldes även till etiska rådet för könsdiskriminerande reklam då folk ansåg att Anna Nicole Smith framstod mer som en docka än en människa. Men enligt domen höll inte detta och ingen dömdes.
Ett exempel på hur kampanjerna ytterligare fick kritik var hur Kronprinsessan Victoria fick H&M att byta ut modellen Georgina Grenville, då modellen tidigare lidit av ätstörningen anorexi. Något som även skilde sig från 1980-talet var marknadsföringen under 1990-talet då de använde sig av supermodeller på företagens reklamkampanjer som var uppsatta på offentliga annonsutrymmen. Tidigare fanns reklam enbart som den klassiska reklamen i tidningar. Denna skillnad kom mycket att ha att göra med att modeindustrin gick framåt men även globaliseringen. Det var inte vilka som helst som fick fotograferas för H&M, utan det var för det mesta supermodellerna, men även exempelvis kändisarna Madonna och Kylie Minogue deltog.

## Musikens påverkan

### Grunge
En ny musikstil som kom till i nordvästra USA under sent 1980-tal var grunge. Förebilderna för musiken var Nirvana, Pearl Jam och Alice in Chains. Grunge var en stil som var unisex som då gick hem hos både män och kvinnor. Det var mycket tack vare stilikonen Kurt Cobain från Nirvana. Musiken spred sig under 1990-talet till Sverige och var en blandning av heavy metal, punk och den klassiska rock'n'roll. Musiken var grym och styrdes av kraftiga texter som beskrev hur det såg ut i samhället under 1990-talet vilket var dystert, mycket på grund av lågkonjunktur. Grunge hade även en stor påverkan på hur människor i Sverige klädde sig under 1990-talet. Klädstilen kan beskrivas som smutsig och sliten. Typiska kläder för både män och kvinnor var blekta jeans samt flanellskjorta. Detta kunde gärna bäras upp med hjälp av ett par Dr. Martens. Frisyrerna var utstickande från det vanliga och var gärna tovigt och otvättat som matchade med de smått trasiga kläderna.

## Sportmode
En av trenderna som levde kvar från 1980-talet och växte vidare under 1990-talet var intresset för sport och träningskläder. Det viktigaste för dessa kläder var bekvämligheten och förmågan att röra sig i dem och möjligheten fanns för både kvinnor och män i alla åldrar. Under senare delen av 1990-talet tog verkligen sportmodet fart och det blev en del av svenskarnas vardagliga klädsel. Ett exempel är hur kvinnorna har bytt ut sina tidigare promenadskor mot en sportigare variant med platåsula. Den stora anledningen till detta är hur marknadsföringen hade utvecklats men även dem svenska idrottsstjärnorna som marknadsförde sig själva. Exempelvis Björn Borg som nådde en stor publik efter sin mycket framgångsrika karriär. Det var däremot ingen självklarhet att sportkläderna skulle slå igenom och bli så populära, detta då kläderna ansågs vara olämpliga att bära i vardagen för dem som inte idrottade. Ungdomarna stod i frontlinjen medan de äldre var mer försiktiga med de nya sätten att klä sig på.

## Yrkesuniformer

### Militär

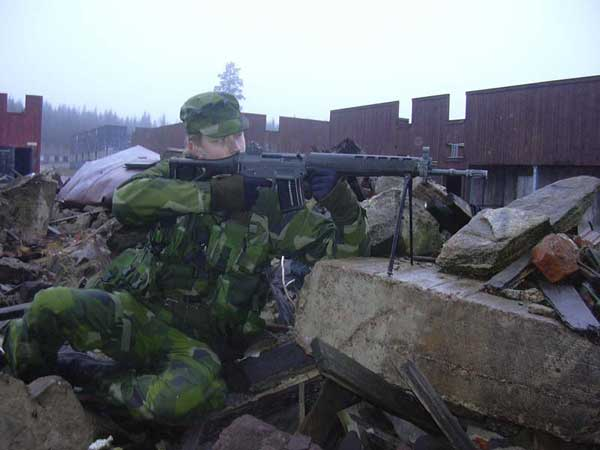
Fältuniform 90.

I början av 1990-talet infördes de nya fältuniformssystem 90 för att ersätta de tidigare m/1958 och även m/1959. Detta var den första uniformen som var kamouflagemönstrad. Uniformen var framtagen för att både fungera i sommar- och vinterklimat och infördes formellt 1990 men var i praktiken ute i förbanden redan under andra halvan av 1980-talet. Sommarversionen av uniformen var fältuniformssystem 90 lätt. Den uniformen bars med en t-tröja under med tillhörande byxa utan foder som annars i snöig terräng fungerar som snölås. En av de stora skillnaderna var att fältuniformssystem 90 hade blixtlås istället för knappar. Till uniformen finns regnställ, stövlar, värmejackor och värmebyxor. Denna nya uniform finns även i en beige variant för att öppna upp möjligheten för utlandstjänstgöring. Fältuniformssystem 90 finns dessutom tillverkad i flera olika varianter beroende på vad de ska användas för, exempelvis fältuniform 90 pansar och fältuniform 90 tropik beige.

#### Polis
År 1992 kom polisens uniform som ligger till grund som den som används under 2020-talets samhälle. Genom åren har polisens uniformer ifrågasatts och kritiserats och i detta fall var det för att den skulle vara för militärisk på grund av den mörka färgen och utformning. Vissa personer menade att detta skulle skapa en klyfta mellan civilperson och polis. Modellen som togs fram år 1992 heter m/92 insats och var från början menad att användas enbart av piket, sjöpolispersonal, hundförare samt poliser inom fjällområdet. Däremot började fler och fler poliser att använda m/92 insats vilket resulterade i att rikspolisstyrelsen beslutade att den 21 juli 1999 skulle all polispersonal bära m/92 insats.

## Herrmode
Hur kostymen såg ut under 1990-talet skiljer sig mycket från den passform som är aktiv under 2020-talet. Till skillnad från 2020-talets mer åtsittande stil var det under 1990-talet trendigt att kostymerna skulle vara stora och löst sittande. Under 1990-talet var det vanligt att de säckiga kostymbyxorna till och med hängde över lågskorna. Ärmarna följde även detta temat då de gärna var så långa att de täckte händerna. Under åren har antalet knappar skiftat och under 1990-talet fanns viljan att ha många knappar, gärna som gick ändå vägen upp till bröstet. Denna trendiga form av kostym beskrevs som clownliknande eller en person som köpt en storlek för stor. En av anledningarna till detta kostymmode var helt enligt med hur 1990-talets grungestil var. Punkare, gothare och rappare visade även vägen för detta från början anti-mode som i slutändan blev ett helt nytt mode.

## Hållbart mode
En pionjär inom det hållbara modet var det tyska modevaruhuset Esprit. Denna rörelse grundar sig i 1960-talet och 1970-talets miljörörelse. Det som modehuset släppte under 1990-talet var Esprit ecocollection. Denna rörelse blev aktuell då intresset för att ta vara på miljö och natur intensifierades. Från 1990-talet och framåt skedde en förändring och utveckling i mönstret bland konsumenterna utifrån miljöperspektivet men även ur ett allmänt perspektiv. Under tidigt 1990-tal började ett par klädföretag sälja ekologiskt bomull till klädjättarna H&M och Esprit som hade möjligheten att specialisera sig på naturtextilier. Ett land som hade stor inverkan på detta mönster var Tyskland som hade en stor efterfrågan av det ekologiska bomullen. Under 1990-talet fanns det många utmaningar för den ekologiska bomullen att ta sig i på marknaden eftersom infrastrukturen inte än var på plats och utöver det var även produktionen väldigt ojämn. Dessutom var även den miljövänliga textilfärgen begränsad vilket gjorde att den var dyr att producera. Flera klädföretag var inte heller beredda att betala så mycket för det ekologiska bomullen. Det tog ända fram till år 2005 innan infrastrukturen var på plats och det ekologiska bomullen fick en större plats bland kläderna. Under 1990-talet påbörjade även klädkedjan Lindex ett arbete inriktat på miljö. Här kunde man se hur de tagit hjälp av CSR-arbeten som kan beskrivas som företagens sociala ansvar. Det var i Hongkong där Lindex genomförde kontroller och inspektioner hos sina leverantör. Detta beskrivs som att vara en del av det ökade intresset för ett modernare och mer hållbart mode.

## Skor

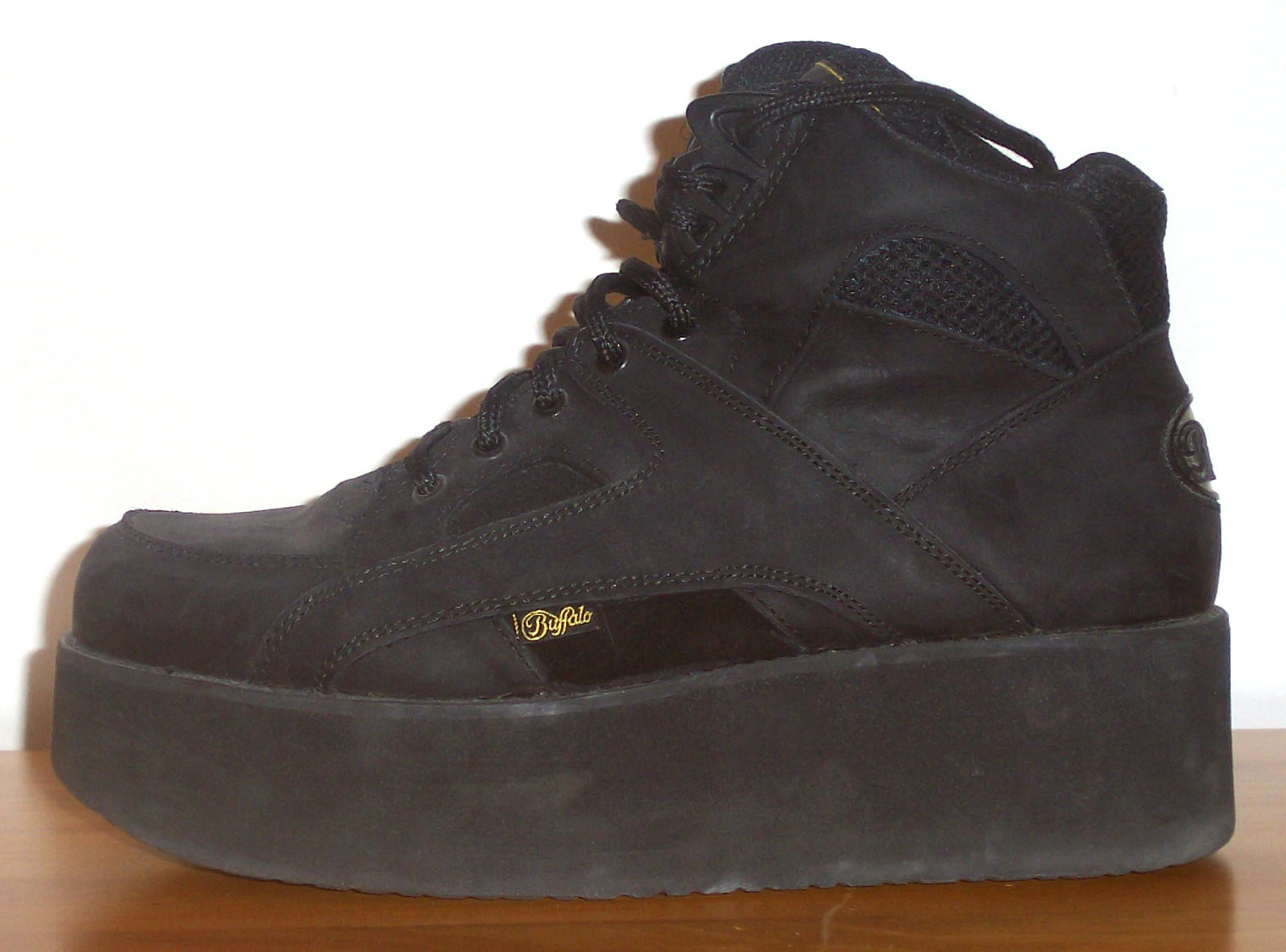
Svart 1990-tals typisk Buffalo-sko.

Under 1990-talet i Sverige blev en sko populär som ursprungligen kom från Tyskland och märket Buffalo. Det som är det speciella med dessa skor är deras mycket höga sula. Ju högre sula desto bättre, var slagordet.
Mode och intresset för skor började växa under mitten av 1900-talet som sedan ökade med åren. En sko som blev beryktad var när de första modesneakers gjorde debut år 1994. Då formgav den tyska modeskaparen Karl Lagerfeld ett par högklackade tygkängor från Chanel. Det var ännu ett tecken på att sportkulturen och löparskorna var här för att vara kvar.